# 伊万·安多内
伊万·安多内（羅馬尼亞語：Ioan Andone，1960年3月15日—），罗马尼亚男子足球运动员，场上位置是后卫。他曾代表罗马尼亚国家队参加1990年国际足联世界杯，结果队伍止步十六强。